# متنزه بروكهافن الحكومي
متنزّه بروكهافن الحكومي تبلغ مساحته 1,638 أكر (6.63 كـم2) متنزّه الولاية في نهر ويدنق، نيويورك، ما يقرب من 74 ميل (119 كـم) شرق مدينة نيويورك. تأسست في عام 1971، كانت أرض المتنزه في السابق ملكًا لمختبر بروكهافن الوطني. تحمي الحديقة أيضًا مساحة كبيرة من الجزيرة الطويلة للصنوبر، وتحتوي أيضًا على أراضي رطبة متناثرة.
يقع متنزه بروكهافن الحكومي على طول الجانب الشرقي ويليام فلويد باركواي، بين NY 25 و NY 25أ. تحتوي الحديقة على 25 ميل (40 كـم) من المسارات متعددة الاستخدامات.

## روابط خارجية
- متنزهات ولاية نيويورك: متنزّه بروكهافن الحكومي
- متنزه بروكهافن الحكومي (نيويورك، نيو جيرسي، كونيتيكت بوتاني أون لاين)
- من الأراضي الفيدرالية إلى المتنزهات في ولاية نيويورك (National Park Service)
- مسارات متنزه بروكهافن الحكومي(التجول حول الكتلة)